# TSV Uetersen
TSV Uetersen er en tysk sports- og fodboldklub fra Uetersen i, Slesvig-Holsten, Tyskland. Hjemmebanen hedder Rosenstadion.

## Resultater
Bedste resultater:
- 1949-50 	Meister 	LL / Germania-Staffel
- 1956-57 	Meister 	VL Hamburg
- 1976-77 	Meister 	BZ / Staffel West
- 1991-92 	Meister 	BZ / Staffel West

| - 1986-87 (VI) Landesliga Hammonia 14. - 1987-88 (VII) Bezirksliga West 10. - 1988-89 (VII) Bezirksliga Süd 8. - 1989-90 (VII) Bezirksliga West 7. - 1990-91 (VII) Bezirksliga West 3. - 1991-92 (VII) Bezirksliga West 1. - 1992-93 (VI) Landesliga Hammonia 1. - 1993-94 (VI) Landesliga Hammonia 10. - 1994-95 (VI) Landesliga Hammonia 10. - 1995-96 (VI) Landesliga Hammonia 8. - 1996-97 (VI) Landesliga Hammonia 8. - 1997-98 (VI) Landesliga Hammonia 9. - 1998-99 (VI) Landesliga Hammonia 7. | - 1999-00 (VI) Landesliga Hammonia 11. - 2000-01 (VI) Landesliga Hammonia 7. - 2001-02 (VI) Landesliga Hammonia 2. - 2002-03 (V) Verbandsliga Hamburg 14. - 2003-04 (VI) Landesliga Hammonia 3. - 2004-05 (VI) Landesliga Hammonia 2. - 2005-06 (VI) Landesliga Hammonia 2. - 2006-07 (V) Verbandsliga Hamburg 15. - 2007-08 (VI) Landesliga Hammonia 3. - 2008-09 (VI) Landesliga Hammonia 2. - 2009-10 (V) Oberliga Hamburg 18. - 2010-11 (VI) Landesliga Hammonia 4. |